# Dendrocronologie

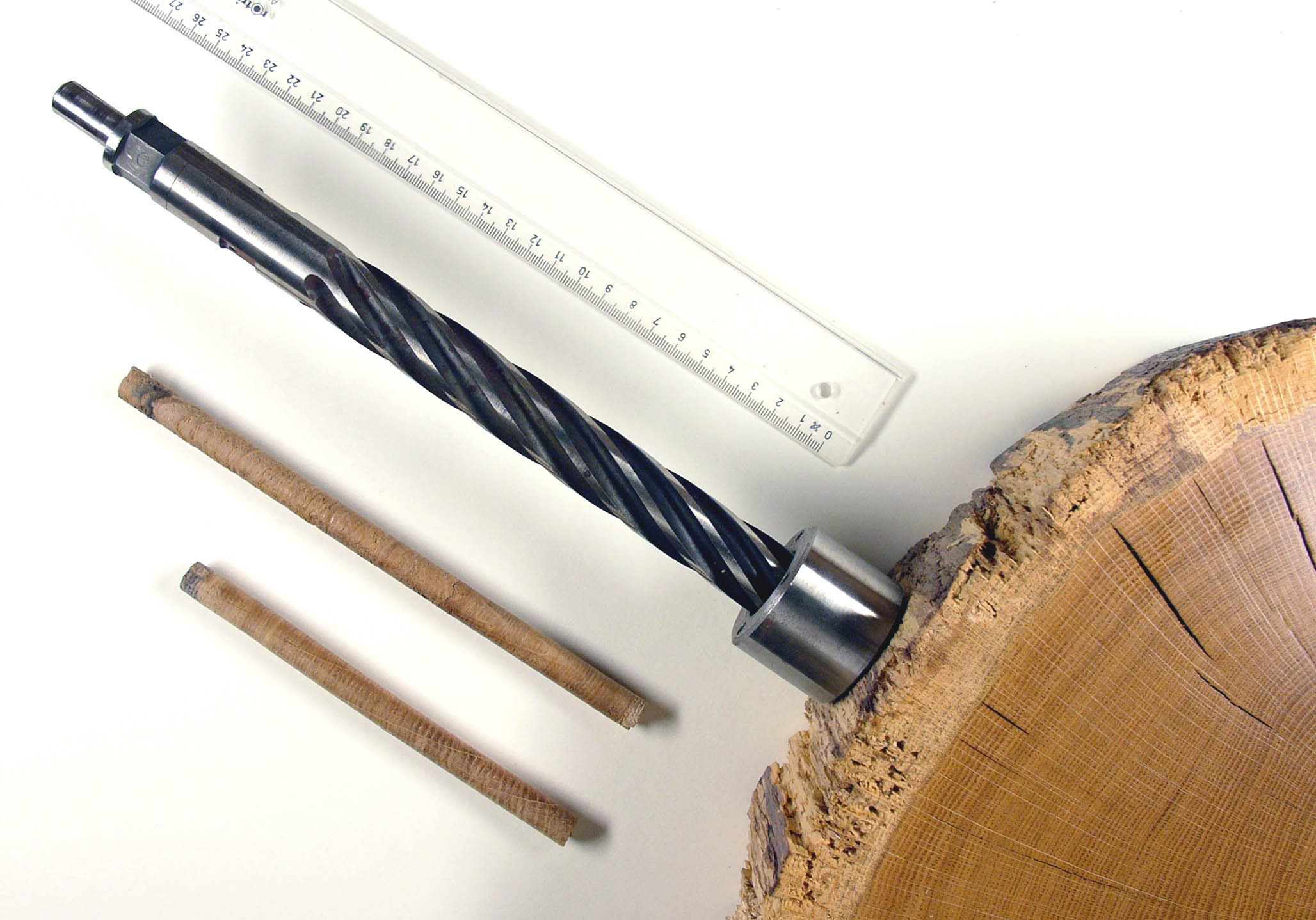
Extragerea unei mostre pentru numărarea inelelor anuale.

Dendrocronologie (din limba greacă δένδρον, dendron, "arbore", χρόνος, khronos, "timp" și -λογία, -logia, "știință") ori datarea pe baza inelelor anuale ale arborilor, este  știința care se ocupă cu studiul inelelor anuale de creștere ale masei lemnoase.
Se pot astfel afla multe date despre acel arbore și clima timpului, respectiv despre evenimentele cosmice percepute în modul în care creșterea secundară a avut loc. Pentru analizarea datării, a determinării perioadei în care a trăit un arbore și când a fost tăiat, se compară o secțiune microscopică transversală cu secțiunea de referință pentru o anumită zonă. Creșterea în grosime a arborilor este o funcție de specie și de fluctuațiile climatice, la care se adaugă evenimentele din Univers care au influențat variațiile climatice ale momentului respectiv.
Pentru Europa de Est, există secțiuni de referință care pornesc de pe la anul 1200, astfel că orice construcție sau obiect din lemn masiv, poate fi datat cu precizie de maxim un an.
Această tehnică de datare temporală, devenită ulterior știință de sine stătătoare, a fost creată și dezvoltată de-a lungul primei jumătăți a secolului 20 de către astronomul american Andrew Ellicott Douglass, fondatorul Laboratorului de studii al inelelor anuale (conform originalului, Laboratory of Tree-Ring Research) de la University of Arizona din orașul Tucson, Arizona.